# Ingrid Kvernvolden
Ingrid Byrøygard Kvernvolden (1998. május 1. –) norvég női labdarúgó.

## Pályafutása

### Klubcsapatokban
Karrierjét Brumunddal korosztályos együtteseinél kezdte és két év alatt 50 meccsen 16 gólt termelt.
A másodosztály egyik meghatározó csapatánál az FL Fartnál már az első csapatban bizonyíthatta rátermettségét és 31 mérkőzést játszott az itt töltött idényeiben, melyeken 15 alkalommal zörgette meg az ellenfelei kapuját.
2017-ben a bajnoki címvédő Lillestrøm SK szerződtette a 19 éves tehetséget, aki az LSK második csapatánál 7 találatot jegyzett mindössze 4 mérkőzésen. Elhivatottsága és eredményessége behívót érdemelt az első csapat keretéhez és 18 bajnokin, valamint négy kupameccsen vett részt a 2017-es szezonban nyolc találatot jegyezve. A klubbal megnyerték a bajnokságot és a Bajnokok Ligájában is a negyeddöntőig meneteltek, Ingrid pedig a Zvezda-2005 ellen mindössze 14 percet várt első BL-találatára.
Következő szezonjában 25 meccsen 11 góllal segítette együttesét a címvédéshez és a kupagyőzelemhez. Az utolsó fordulóban 2018. november 4-én a Røa ellen az 52. percben talált be, azonban a 71. percben keresztszalag-szakadást szenvedett.
Felépülését követően 2019-ben a Røa gárdájához szerződött, de négy mérkőzés után egy bemelegítésen másik térdében egy újabb szakadás zárta le szezonját.
2020. december 19-én a Kolbotn kétéves kontraktust ajánlott fel számára. 32 meccsen 7 gólt szerzett a kék-fehéreknél, akiktől 2022 szeptemberében búcsúzott el, mivel nem tudta egyeztetni rehabilitációját és tanulmányait az élvonalbeli kötelezettségeivel.
A Fartnál a másodosztályban lépett pályára a 2022-es idényben és bár 6 meccsen 10 alkalommal volt eredményes, 2023-ban visszatért nevelőegyesületébe a harmadik vonalban érdekelt Brumunddalhoz, ahol 9 mérkőzésen szerzett 8 találatával csapata egyik húzóembere lett. A térdeibe folyamatosan visszatérő fájdalmak miatt közösségi oldalán jelentette be visszavonulását 2023. szeptember 6-án.

### A válogatottban
Részt vett a 2016-os U19-es Európa-bajnokságon. A korosztályos válogatottakban összesen 53 mérkőzésen lépett pályára és 14 gólt lőtt.

## Sikerei

### Klubcsapatokban
Norvég bajnok (2):
- Lillestrøm SK (2): 2017, 2018

 Norvég kupagyőztes (1):
- Lillestrøm SK (1): 2018